# Sint-Martinuskerk (Bozum)
De Sint-Martinuskerk is een in de 12e eeuw gebouwde kerk in het Friese dorp Bozum.
Het oudste gedeelte van de kerk wordt gevormd door het in de 12e eeuw gebouwde koor. Daarna werd het schip gebouwd en het koor verhoogd, de zadeldaktoren is later gebouwd in de 13e eeuw. De buitenmuren van de kerk zijn van tufsteen. De toren is grotendeels van baksteen, met enkele delen van tufsteen. De kerk heeft zowel romaanse rondboogvensters als later aangebrachte gotische spitsboogvensters. De toren is vermoedelijk, gelet op de dubbele partij galmgaten, in latere tijd verhoogd.
In het koor zijn na een restauratie in 1941 plafondschilderingen zichtbaar geworden. De schilderingen dateren uit de 13e eeuw. Op de afbeelding is een baardloze tronende Christus te zien, een zogenaamde "Majestas Domini". Hij is omringd door de symbolen van de vier evangelisten, de mens of engel van Mattheus, de leeuw van Marcus, de stier van Lucas en de adelaar van Johannes. Ter weerszijden van Christus bevinden zich Maria en Johannes, en twee bisschoppen, waarvan een mogelijk Martinus.
In het interieur bevinden zich een 17e-eeuwse preekstoel, een 18e-eeuws doophek en twee herenbanken. Het orgel dateert uit de 18e eeuw en is gemaakt door de orgelbouwer Gottlieb Heineman. Zijn werk werd in 1791 door de orgelbouwer Rudolf Knol voltooid. De naam van de laatste met het jaartal 1791 is in goudverf aangebracht aan de onderzijde van het orgel.

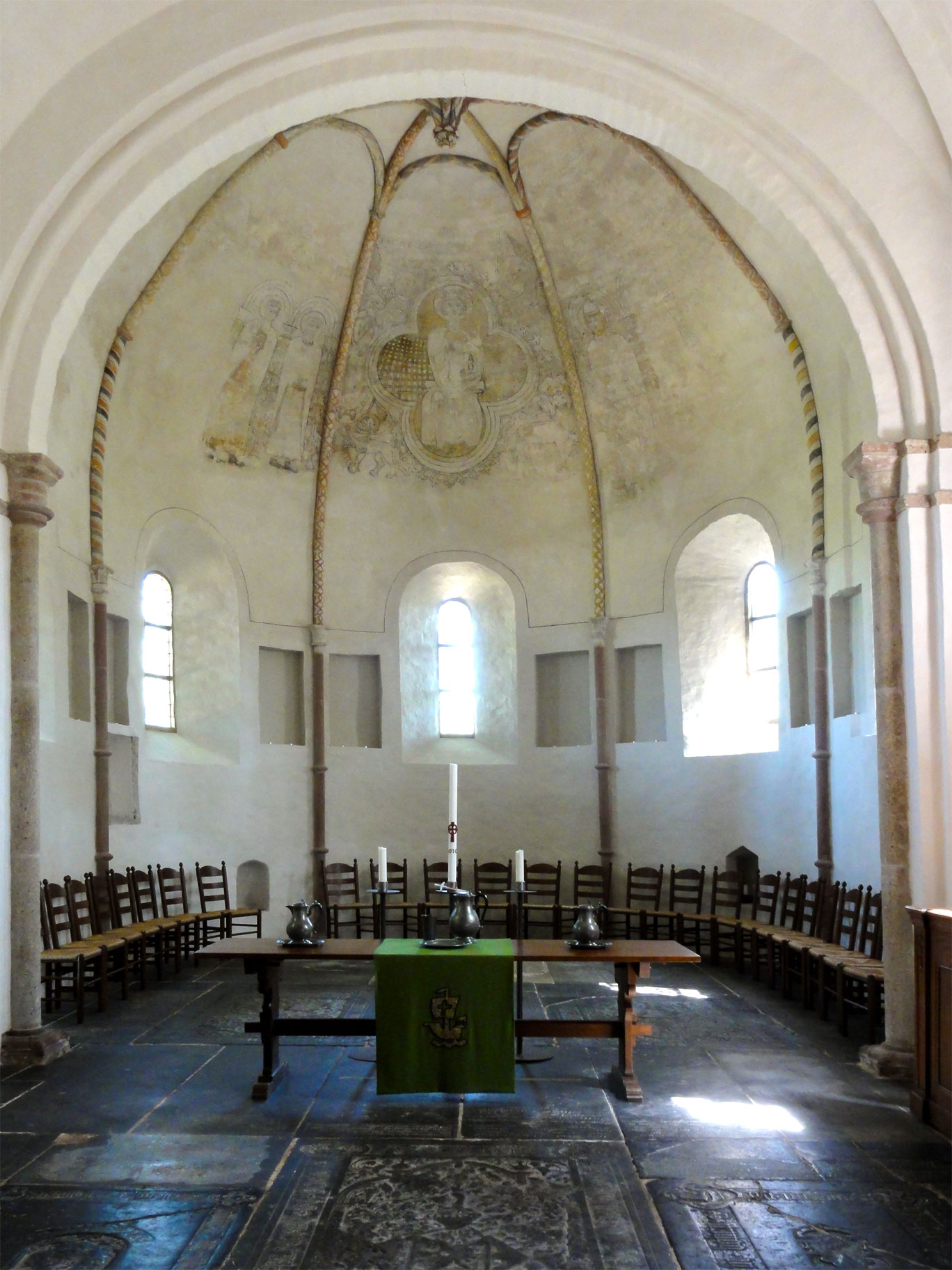
Koor
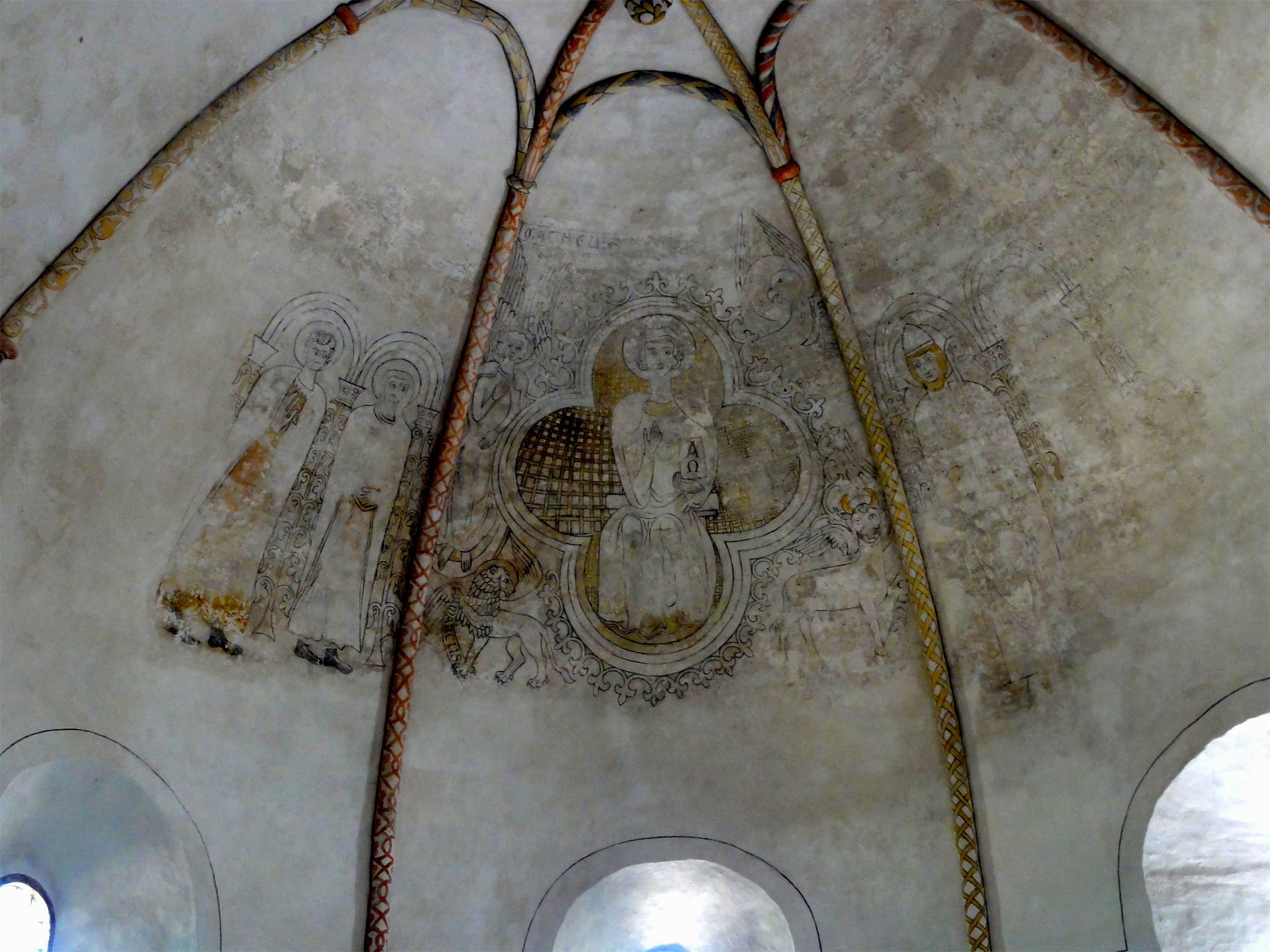
Majestas Domini
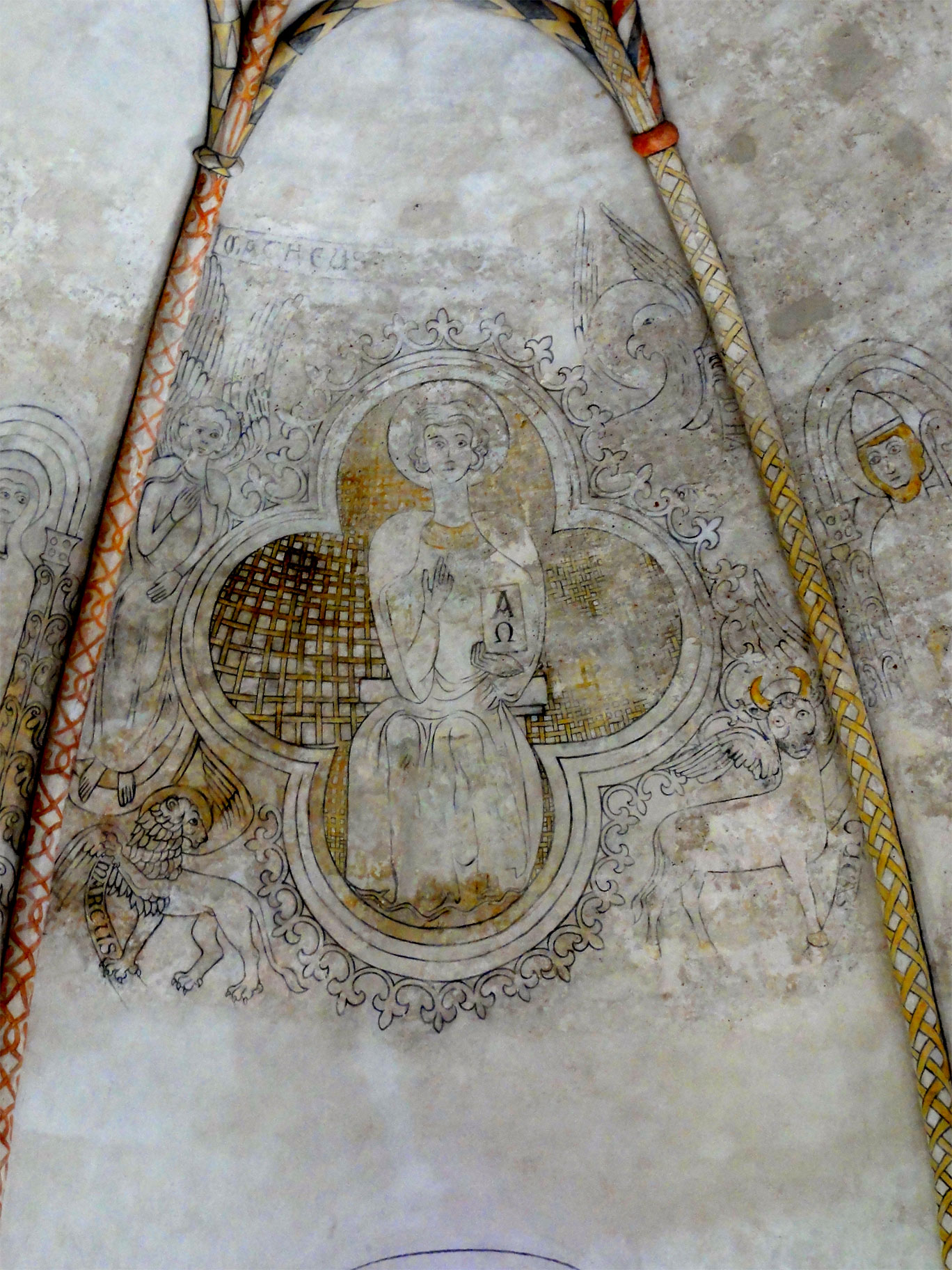
Majestas Domini (detail)
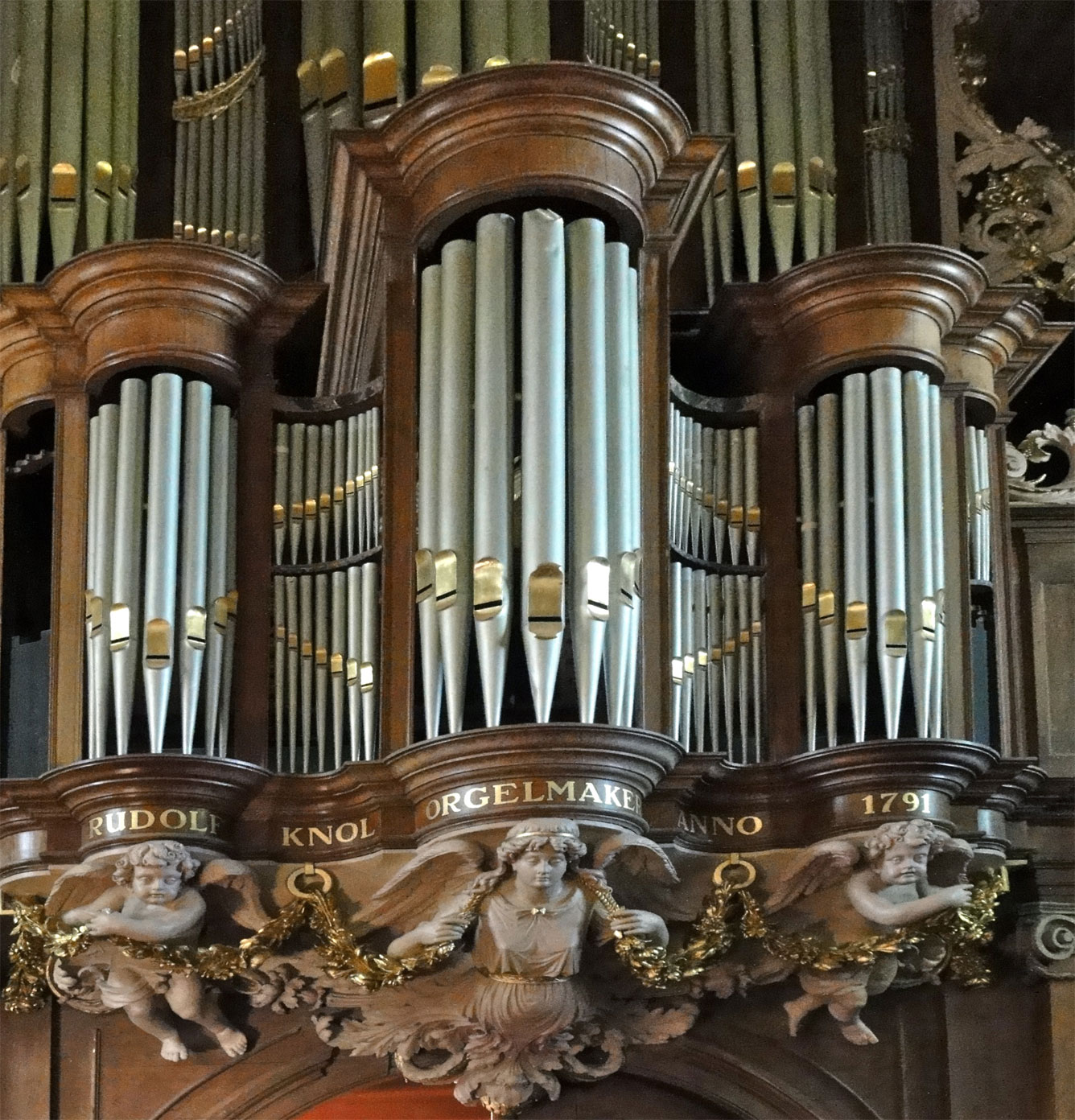
Orgel (detail)